# Мир (Белорусија)
Мир (блр. Мір; рус. Мир) насељено је место са административним статусом варошице (городской посёлок) у западном делу Републике Белорусије. Административно припада Кареличком рејону Гродњенске области и административни је центар истоимене руралне општине.
Према подацима пописа становништва из 2009. у вароши је живело свега 2.310 становника.
Најпознатији је по свом замку из XVII века који се од 2000. налази на Унесковој листи светске баштине.

## Географија
Варошица се налази на око 85 км југозападно од главног града земље Минска, са којим је повезана магистралним друмом.

## Историја
Први писани подаци о насељеном месту Мир потичу из 1395. када су крсташки витезови на свом путу ка Лиди и Навагрудку прошли кроз насеље и у целости га спалили. Разлоге за крсташки напад на град треба тражити у чињеници да се у то време у близини нарадио одред татарске војске који је у то време био у служби тадашњег литванског великог књаза Витаутаса. Године 1486. насеље постаје феудом великашке породице Иљинича, а од 1569. Радзивила.
Крајем XVI и почетком XVII века постојеће дрвено утврђење је почело да се додатно утврђује и претвара у дворац.
Насеље је од најранијих времена имало мултинационални карактер, тако да је током XVIII века то био један од ретких градова у којем су једна до друге стајале џамија, синагога, католичка и православна црква. У то време Мир је био веома важан духовни и културни центар јеврејске заједнице тадашње Пољско-литванске државе.
Мирски замак се од 2000. налази на Унесковој листи Светске баштине. Недалеко од замка налази се Гробна капела Свјатополк-Мирских.

## Демографија
Према резултатима пописа из 2009. у вароши је живело 2.310 становника.